# Барретт, Уоррен
Уоррен Барретт (англ. Warren Barrett; род. 9 сентября 1970 или 9 июля 1970, Монтего-Бей, Корнуолл) — ямайский футболист, вратарь. Выступал в сборной Ямайки. Получил прозвище «Бупи».

## Карьера

### Клубная
Он вырос в сельском районе Чатем, Сент-Джеймс. Барретт учился в Корнуолл-колледже на Ямайке, где играл за команду Кубка даКоста 1987 года. Почти всю свою взрослую карьеру Барретт провёл в команде «Вайолет Кикерс» из города Монтего-Бей. В 1988 году он дебютировал в цветах ямайской национальной Премьер-лиги. В 1994 году он достиг с клубом свой первый успех в карьере, когда он стал чемпионом Ямайки. Это достижение Барретт повторил в 1996 году. В 2000 году он был отдан в аренду в течение шести месяцев в клуб «Вадада», затем половину сезона 2000/01 он провёл в своей первой команде «Вайолет Кикерс», после сезона он закончил карьеру в 31 год.

### Международная
Барретт дебютировал в сборной Ямайки в 1990 году в матче против Барбадоса. Он являлся основным вратарём и капитаном сборной на чемпионате мира 1998 года. Согласно футбольной федерации Ямайки, Барретт сыграл 127 матчей за сборную, но эта цифра официально не признана ФИФА, поскольку JFF включает в себя все матчи, даже против клубов, молодежных или олимпийских команд. В 2000 году он сыграл свой последний международный матч за сборную Ямайки в Гондурасе на Золотом кубке КОНКАКАФ 2000 года. Он вышел на поле вместо полузащитника Уинстона Гриффитса, после удаления вратаря Аарона Лоуренса.

### Тренерская
Барретт был выбран в качестве тренера вратарей сборной Ямайки в 2008 году. 26 июля 2010 года Баррет был отстранен от всех обязанностей по тренерскому делу JFF за ссоры с официальным лицом матча в Парке Джарретт. Он был тренером вратарей сборной Ямайки, которая заняла второе место на Золотом кубке КОНКАКАФ 2015 года.